# Rosa Santos-Munda
Rosa Santos-Munda (Tamparan, 1 oktober 1918 - 29 maart 2010) was een Filipijns advocate en universiteitsbestuurder.

## Biografie
Rosa Santos-Munda werd geboren op 1 oktober 1918 in Tamparan in de Filipijnse provincie Lanao. Ze was de oudste van zes kinderen van Elisa Angeles en generaal Paulino Santos. Ze voltooide haar middelbare schoolopleiding aan de Philippine Women's University als valedictorian en studeerde daarna rechten aan de University of the Philippines. Na het voltooien van die opleiding als salutatorian (2e) in 1941 slaagde ze na de Tweede Wereldoorlog in 1946 ook als 11e van haar jaargang voor het toelatingsexamen (bar exam) van de Filipijnse balie. 
Van 1948 tot 1953 was Santos-Munda hoogleraar rechten aan de University of Mindanao. Tevens was ze van 1948 tot 1956 werkzaam als advocaat voor het advocatenkantoor Abellera, Munda and Puno Law Offices. Van 1957 tot 1979 was Santos-Munda decaan van het Philippine Women's University. In 1977 werd ze vicepresident van universiteit en vanaf 1979 was de waarnemend president. In 1980 werd ze tot president van de universiteit benoemd. Deze functie bekleedde ze tien jaar lang. Nadien was ze tot haar overlijden nog actief als voorzitter van de raad van toezicht.
Santos-Munda overleed in 2010 op 91-jarige leeftijd. Ze was vanaf 1943 getrouwd met Amado Munda. Samen kregen ze zes kinderen.